# Schalom aleichem (Lied)
Schalom aleichem ist ein hebräischer Pijut, d. h. ein liturgisches Gedicht, das traditionellerweise zu Beginn des Schabbat am Freitagabend vor dem Kiddusch am Familientisch gesungen wird. Der Text wurde von anonymen Kabbalisten aus Safed im späten 16. oder frühen 17. Jahrhundert verfasst und ist heute weltweit bekannt. Er wurde mehrfach vertont, eine Melodie stammt beispielsweise von Debbie Friedman.

## Text und Erklärung
Schalom aleichem enthält in der aschkenasischen Version vier Strophen, in einigen sefardischen Gemeinden wird noch eine zusätzliche vorletzte Strophe hinzugefügt. Jede Strophe wird jeweils dreimal wiederholt.
| Hebräischer Text                                                    | Deutsche Transkription                                                                                         | Deutsche Übersetzung |
| ------------------------------------------------------------------- | --- | --- |
| שָׁלוֹם עֲלֵיכֶם מַלְאֲכֵי הַשָּׁרֵת מַלְאֲכֵי עֶלְיוֹן מִמֶּלֶךְ מַלְכֵי הַמְּלָכִים הַקָּדוֹשׁ בָּרוּךְ הוּא   | Schalom aleichem mal'achei ha-scharet mal'achei Eljon, mi-melech malchei ha-melachim ha-kadosch baruch hu.     | Friede mit Euch, dienende Engel, Engel des Höchsten, des Königs aller Könige, des Heiligen, gelobt sei er.                 |
| בּוֹאֲכֶם לְשָׁלוֹם מַלְאֲכֵי הַשָּׁלוֹם מַלְאֲכֵי עֶלְיוֹן מִמֶּלֶךְ מַלְכֵי הַמְּלָכִים הַקָּדוֹשׁ בָּרוּךְ הוּא | Bo'achem le-schalom mal'achei ha-schalom mal'achei Eljon, mi-melech malchei ha-melachim ha-kadosch baruch hu.  | Euer Kommen sei zum Frieden, Engel des Friedens, Engel des Höchsten, des Königs aller Könige, des Heiligen, gelobt sei er. |
| בָּרְכוּנִי לְשָׁלוֹם מַלְאֲכֵי הַשָּׁלוֹם מַלְאָכֵי עֶלְיוֹן מֶּלֶךְ מַלְכֵי הַמְּלָכִים הַקָּדוֹשׁ בָּרוּךְ הוּא | Barchuni le-schalom mal'achei ha-schalom mal'achei Eljon, mi-melech malchei ha-melachim ha-kadosch baruch hu.  | Segnet mich mit Frieden, Engel des Friedens, Engel des Höchsten, des Königs aller Könige, des Heiligen, gelobt sei er.     |
| צֵאתְכֶם לְשָׁלוֹם מַלְאֲכֵי הַשָּׁלוֹם מַלְאָכֵי עֶלְיוֹן מִמֶּלֶךְ מַלְכֵי הַמְּלָכִים הַקָּדוֹשׁ בָּרוּךְ הוּא | Tzeitchem le-schalom mal'achei ha-schalom mal'achei Eljon, mi-melech malchei ha-melachim ha-kadosch baruch hu. | Ziehet hin in Frieden, Engel des Friedens, Engel des Höchsten, des Königs aller Könige, des Heiligen, gelobt sei er.       |

„Rabbi Jose, Sohn von Juda sagte, zwei Dienstengel – ein guter und ein „böser“ (anklagender) Engel – begleiten uns auf dem Heimweg nach der Synagoge am Freitagabend. Wenn wir zu Hause ankommen, die Kerzen gezündet vorfinden, der Tisch gedeckt ist und die Betten hergerichtet sind, - dann spricht der gute Engel: „Möge es Gottes Wille sein, dass der nächste Schabbat genauso sein wird“, und der böse Engel wird gezwungen, darauf mit „Amen!“ zu antworten. Sollte das Haus nicht zu Ehren von Schabbat vorbereitet sein, spricht der böse Engel: „Möge es Gottes Wille sein, dass der nächste Schabbat genauso sein wird“, und der gute Engel wird gezwungen, darauf mit „Amen!“ zu antworten.“

Nicht zu verwechseln ist das Lied mit dem israelischen Volkslied Hevenu Shalom Alechem.